# Acalypha nemorum
Acalypha nemorum é uma espécie de flor do gênero Acalypha, pertencente à família Euphorbiaceae.